# Matt LeBlanc
Matthew Steven "Matt" LeBlanc (sinh ngày 25 tháng 7 năm 1967) là nam diễn viên người Mỹ, nổi tiếng nhất với vai diễn Joey Tribbiani trong hài tình huống nổi tiếng Những người bạn và Joey của đài NBC. Năm 2011, LeBlanc bắt đầu diễn xuất phiên bản hư cấu về chính mình trong bộ phim Episodes của đài BBC do đồng đạo diễn phim Những người bạn, David Crane và Jeffrey Klarik sáng lập. LeBlanc chiến thắng giải Quả cầu vàng cho vai diễn trong Episodes, sau ba lần được đề cử cho vai diễn Joey Tribbiani với bộ phim Những người bạn.

## Tiểu sử
LeBlanc sinh ra tại thành phố Newton, Massachusetts. Mẹ của anh, Patricia, là một quản lý văn phòng, và bố anh, Paul LeBlanc, là một công nhân cơ khí. Mẹ anh là người gốc Ý, còn cha anh có dòng máu Pháp, Đan Mạch và Canada.

## Sự nghiệp
Năm 1988, anh nhận vai diễn đầu tiên trong đời trong bộ phim truyền hình TV 101, bộ phim chỉ kéo dài một mùa. Năm 1990, anh diễn xuất trong clip ca nhạc "Micacle" của Jon Bon Jovi, bản nhạc nền cho bộ phim Young Gun II. Năm 1991, Anh tiếp tục xuất hiện trong video ca nhạc "Walk Away" của Allanis Morissette. Anh cũng xuất hiện trong những giây cuối cùng của clip của Tom Petty and the Heartbreakers' "Into the Great Wide Open" với vai người thổi kèn trumpet. Năm 1991, anh tham gia diễn xuất trong sản phẩm ăn theo bộ phim hài tình huống Married... with Children, với tựa đề Top of the Heap. Seri của Fox này kéo dài 7 tập, được phát sóng trong tháng 4 và 5 năm 1991. Năm 1994, anh tham gia clip "Night Moves" của Bob Seger.
LeBlanc nổi tiếng với vai diễn Joey Tribbiani trong seri Những người bạn, anh đóng vai này trong 10 mùa và 2 mùa của Joey. Những người bạn thành công và LeBlanc, cùng với các bạn diễn, trở nên nổi tiếng.
Leblanc xuất hiện trong các phim Lookin' Italian (1994), Ed (1996), Lost in Space (1998), Charlie's Angels (2000) và phần tiếp theo Charlie's Angels: Full Throttle (2003).
Matt LeBlanc sáng lập ra công ty sản xuất phim Fort Hill Productions, và đồng sản xuất phim điện ảnh truyền hình The Prince năm 2006.
Năm 2011, LeBlanc bắt đầu diễn xuất phiên bản hư cấu về chính mình trong phim Episodes, seri phim truyền hình của đài BBC/Showtime nói về các seri truyền hình của Anh, được làm lại cho khán giả Mỹ. Seri được viết bởi đồng sáng lập bộ phim Những người bạn David Crane and cộng sự Jeffrey Klarik. LeBlanc chiến thắng giải Quả cầu vàng năm 2012 cho giải "Nam diễn viên chính xuất sắc nhất trong seri truyền hình hài". Mùa thứ hai của Episode được phát sóng trên kênh BBC Two từ ngày 11 tháng 5 năm 2012.
Tháng 2 năm 2012, LeBlanc xuất hiện trong tập thứ 2, mùa thứ 8 của seri Top Gear, nơi ảnh xác lập thời gian nhanh nhất 1:42.1 trong Kia Cee'd, đánh bại người nắm giữ kỉ lục trước Rowan Atkinson với 0.1 giây. Anh cũng tham gia tập 4 mùa 19 trong cuộc đua New Kia Cee'd, và thành công đánh bài thời gian đua xe trước đó.

## Cuộc sống riêng
Tháng 5 năm 2003, LeBlanc kết hôn với cựu người mẫu Mellissa McKright. McKnight và LeBlance quen nhau năm 1997 do giới thiệu của 1 người bạn của Mellisa, Kelly Phillips, vợ của nam diễn viên Lou Diamond Phillips, LeBlance cầu hôn cô một năm sau đó. Con gái của họ, Marina, ra đời năm 2004, đã phải trải qua chứng co giật khi mới 8 tháng, việc này làm ảnh hưởng đến khả năng lái xe của cô bé. Từ khi cô bé lên 2 tuổi, sự phát triển không bình thường của các bộ phận đã thuyên giảm hơn.
Tháng 6 năm 2005, LeBlane thừa nhận hành vi "thiếu cẩn trọng và thiếu trách nhiệm" với vũ nữ thoát ý trong chuyến đi bằng xe máy tới Canada. LeBlanc và McKnight chia tay vào ngày 1 tháng 1, năm 2006. Và thời gian đó, LeBlance có quan hệ với nữ diễn viên Andrea Anders. Tháng 3 cùng năm đó, LeBlanc hoàn tất thủ tục ly hôn do những mâu thuận không thể hòa giải. Cuộc ly hôn kết thúc vào ngày 6 tháng 10 năm 2006.

## Các phim tham gia

### Film
| Năm  | Tự đề                                        | Vai diễn            | Notes                                                        |
| ---- | -------------------------------------------- | ------------------- | ------------------------------------------------------------ |
| 1990 | Anything to Survive                          | Billy Barton        | Phim Truyền hình vai Matthew LeBlanc                         |
| 1993 | Grey Knight                                  | Terhune             | Tựa đề tại Mỹ: Ghost Brigade Tựa đề quốc tế: The Killing Box |
| 1993 | Red Shoe Diaries 3: Another Woman's Lipstick | Kyle                |                                                              |
| 1994 | Reform School Girl                           | Vince               | Phim Truyền hình                                             |
| 1994 | Lookin' Italian                              | Anthony Manetti     | US video title: Showdown                                     |
| 1996 | Ed                                           | Jack 'Deuce' Cooper |                                                              |
| 1997 | Red Shoe Diaries 7: Burning Up               | Jed                 |                                                              |
| 1998 | Lost in Space                                | Major Don West      |                                                              |
| 2000 | Charlie's Angels                             | Jason Gibbons       |                                                              |
| 2001 | All the Queen's Men                          | O'Rourke            |                                                              |
| 2003 | Charlie's Angels: Full Throttle              | Jason Gibbons       |                                                              |
| 2006 | The Prince                                   |                     | Phim truyền hình, nhà sản xuất                               |
| 2010 | Jonah Hex                                    |                     | Nhà sản xuất                                                 |
| 2013 | Lovesick                                     | Charlie Darby       |                                                              |

### Phim truyền hình
| Năm       | Tựa đề                   | Vai diễn                    | Chú thích |
| --------- | ------------------------ | --------------------------- | --- |
| 1987      | Doll Day Afternoon       | GI Joe                      | TV short |
| 1988–1989 | TV 101                   | Chuck Bender                | 13 tập |
| 1989      | Just the Ten of Us       | Todd Murphy                 | Tập phim: "Quarterback Sneak"; "That Championship Season" |
| 1990      | Monsters                 | Tommy                       | Tập phim: "A Shave and a Haircut, Two Bites" |
| 1991      | Top of the Heap          | Vinnie Verducci             | 7 tập |
| 1991      | Married... with Children | Vinnie Verducci             | Tập phim: "Oldies But Young 'Uns"; "Top of the Heap"; "Kelly Does Hollywood: Part 1" |
| 1991      | Vinnie & Bobby           | Vinnie Verducci             | 7 tập |
| 1991      | Red Shoe Diaries         | Tom's Brother               | Tập phim: "Just Like That"; "Kidnap" |
| 1993      | Class of '96             | Frank Goodman               | Tập phim: "Bright Smoke, Cold Fire" |
| 1994–2004 | Friends                  | Joey Tribbiani              | 236 tập Screen Actors Guild Award for Outstanding Performance by an Ensemble in a Comedy Series (1995) Teen Choice Award for Choice TV Actor - Comedy (2002) TV Guide Award - Editors Choice (2000) Đề cử - American Comedy Award for Funniest Supporting Male Performer in a TV Series (2000) Đề cử - Golden Globe Award for Best Actor – Television Series Musical or Comedy (2002–2003) Đề cử - Primetime Emmy Award for Outstanding Lead Actor in a Comedy Series (2002–2004) Đề cử - Satellite Award for Best Actor – Television Series Musical or Comedy (2003) Đề cử - Satellite Award for Best Supporting Actor – Television Series (2004) Đề cử - Screen Actors Guild Award for Outstanding Performance by an Ensemble in a Comedy Series (1998–2003) Đề cử - Screen Actors Guild Award for Outstanding Performance by a Male Actor in a Comedy Series (2002) Đề cử - TCA Award for Individual Achievement in Comedy (2002) Đề cử - Teen Choice Award for Choice TV Actor - Comedy (2003–2004) |
| 2004–2006 | Joey                     | Joey Tribbiani              | 46 tập Đề cử - Golden Globe Award for Best Actor – Television Series Musical or Comedy (2004) Đề cử - Teen Choice Award for Choice TV Actor - Comedy (2005) |
| 2011– Nay | Episodes                 | Phiên bản giả tưởng của anh | 16 tập Golden Globe Award for Best Actor – Television Series Musical or Comedy (2011) Đề cử - Golden Globe Award for Best Actor – Television Series Musical or Comedy (2012) Đề cử - Primetime Emmy Award for Outstanding Lead Actor in a Comedy Series (2011) Đề cử - Satellite Award for Best Actor – Television Series Musical or Comedy (2011) |